# 이기형 (축구인)
이기형(李基珩, 1974년 9월 28일 ~ )은 대한민국의 전직 축구 선수출신 축구 지도자이다. 과거 포지션은 수비수였다.

## 개요
전라남도 화순군 출생으로 신림중학교, 정명고등학교, 고려대학교를 졸업하였다. 먼 거리에서 불현듯 날아와 골 그물을 뒤흔드는 강력한 중거리 슛으로 인하여 '캐넌 슈터'라는 별명을 얻었다. 빠른 발로 인하여 '말'이라는 별명이 붙기도 하였다.

## 클럽 경력
1996년 수원 삼성 블루윙즈에서 창단 멤버로 데뷔하여, 팀의 K리그 2회 우승 (1998년, 1999년)과 1회 준우승 (1996년), FA컵 1회 우승 (2002년)과 1회 준우승 (1996년), AFC 챔피언스리그 2회 우승 (1998년, 1999년) 등에 공헌하였다. 2003년 성남 일화 천마로 이적하여, 그 해 K리그 우승과 2004년 AFC 챔피언스리그 준우승 등에 공헌하였고, 2004년 6월 20일 부천 SK와의 원정 경기에서 K-리그 통산 43번째로 20-20클럽에 가입하였다. 2005년 FC 서울로 이적하였으나, 2년 동안 리그에서 17경기를 뛰는데 그쳤다. 2006년 9월 9일 제주 유나이티드 FC와의 K리그 17라운드 경기에서 프로 통산 250경기 출장 기록을 세웠다. 2007년 뉴질랜드 축구 선수권 대회의 오클랜드 시티 FC로 이적하여, 2008-09시즌 팀의 결승전 진출 및 우승에 공헌하여 팀을 FIFA 클럽 월드컵에 진출시키는데 공헌하였고, FIFA 클럽 월드컵 5-6위전에서 TP 마젬베를 상대로 어시스트를 기록하기도 하였다.

## 국가대표팀 경력
1996년 하계 올림픽에 선발되어 활약하였다.
1995년 2월 19일, 다이너스티컵에서 중국과의 경기로 A매치 데뷔전을 치렀다. 이후, 1996년 AFC 아시안컵 등에 참가했다.

## 지도자 경력
2011년 FC 서울의 1군 코치로 임명되어 지도자 경력을 시작했다. 2011년 7월 6일 2군 코치로 보직이 변경되었으나 2013년 FC 서울의 1군 코치로 보직 변경되었다.
2015년 인천 유나이티드의 수석 코치로 취임하였다.
2016년 8월 김도훈 감독의 사임으로 감독대행직에 올랐다. 이후 인천의 상승세를 이끌었고, 이로 인해 인천 팬들로부터 이기는 형이라는 별명을 얻었다. 2016년 11월 5일 수원 FC와의 리그 최종전서 승리를 거두며 기적적으로 인천의 K리그 클래식 잔류를 성공시켰고, 이에 인천의 정식감독으로 승격하였다. 하지만 2018년 성적부진을 이유로 감독에서 사퇴했다.
2019시즌을 앞두고 부산 아이파크의 코치로 합류했다.
2020시즌 말 부산 아이파크의 감독대행으로 팀을 지휘하였다.

## 기타
2002년 8월 15일, 'K리그 올스타전'의 하프타임 행사인 '캐넌 슈터 대결'에서 시속 138km를 기록하여 역대 최고 기록을 세웠다.
이기형의 아들은 현재 포항 스틸러스에서 공격수로 뛰고 있는 이호재다.

## 수상 내역

### 개인
- 2002년 스포츠투데이 - 푸마코리아 선정 7월의 베스트11 (DF 부문)

### 클럽

#### 수원 삼성 블루윙즈
- K리그 우승 2회 (1998년, 1999년)
- K리그 준우승 1회 (1996년)
- FA컵 우승 1회 (2002년)
- FA컵 준우승 1회 (1996년)
- 리그컵 우승 4회 (1999년-아디다스컵, 1999년-대한화재컵, 2000년, 2001년)
- 대한민국 슈퍼컵 우승 2회 (1999년, 2000년)
- 아시아 클럽 챔피언십 우승 2회 (2001년, 2002년)
- 아시아 슈퍼컵 우승 2회 (2001년, 2002년)

#### 성남 일화 천마
- K리그 우승 1회 (2003년)
- 리그컵 우승 1회 (2004년)
- AFC 챔피언스리그 준우승 1회 (2004년)

#### FC 서울
- 리그컵 우승 1회 (2006년)

#### 오클랜드 시티 FC
- 뉴질랜드 축구 선수권 대회 우승 1회 (2008-09 시즌)

## 참고 자료
- 이기형, 전설의 오른쪽 수비수 - 대한축구협회